# Key Key Karimba
A Key Key Karimba című dal az olasz Baltimora együttes második, és egyben utolsó stúdióalbumának, a Survivor in Love című album 2. kimásolt kislemeze. A dalt Maurizio Bassi írta.

## Előzmények
A Baltimora 1985-ös debütáló Tarzan Boy sikerét nem sikerült felülmúlnia a csapatnak, így a következő Woody Boogie is mérsékelt siker volt csak Európában, de a Living in the Background című kislemez sem ért el átütő sikert. 1986-ban csupán a Juke Box Boy című dal jelent meg, mely csupán a Living in the Background című debütáló album kanadai változatára került fel elsőként. A Key Key Karimba című dalt nagy visszatérésnek szánták, és annak ellenére, hogy különféle tv-műsorokban is feltűnt, valamint készült hozzá videóklip, nem sikerült az 1985-ös csúcsot megismételnie. A dal csupán az olasz kislemezlista 37. helyéig jutott. Az albumról a Global Love, Key Key Karimba, Juke Box Boy és a Call Me in the Heart of the Night című dalok után a csapat a sikertelenség miatt feloszlott.
A Key Key Karimba című dal a Milánói Morning Stúdióban készült, melyet végül a Londoni Abbey Road Stúdióban fejeztek be.

## Megjelenések
12"  Németország 1C K 060-11 8789 6
- A	Key Key Karimba	6:00
- B1	Key Key Karimba (Children Version) 4:50
- B2	Key Key Karimba (Radio Version) 4:01

A dal 7" és 12"-es vinyl lemezen jelent meg Európában, melyet az EMI lemezkiadó terjesztett, és forgalmazott, mely elsősorban Olaszországban, Németországban, és Spanyolországban jelent meg. A kislemez változaton a dal Children verziója kapott helyet. A dalban gyermekkórus hallatszik az énekhang helyett, a többi pedig instrumentális, beleértve a dal verzéit is.
Spanyolországban csak 7 inches kislemezen jelent meg a dal. Mexikóban szintén 7-es promóciós vinyl lemezen került kiadásra a Survivor in Love című dallal együtt, mely a kislemez B. oldalán szerepelt. A mexikói kiadáson a dalt Karimba és Sobreviviente Enamorado címkével jelölték meg. Olaszországban a dal 7 inches vinyl lemezen jelent meg Off Electrica Salsa (Baba Baba) című dalával együtt. A Key Key Karimba című dal ezen a változaton a B. oldalon kapott helyet. A kislemez a Bari'87 című tv-műsorhoz kapcsolódott.

## Promóció
A dalhoz egy promóciós zenei videot is forgattak, mely az utolsó Baltimora videóklip volt. A klipet 2008 közepén feltöltötték a YouTube-ra, ahol 108 ezer megtekintése volt. A videóklipben használt gyermekkórus egy általános iskolai osztályt ábrázol, akik unatkoznak, még mielőtt az énekes McShane énekelne, és táncolna. Ekkor a gyerekek csatlakoznak, és együtt énekelnek McShane-val. A klip második részében az egyik fiatal lány nővé cseperedik, majd táncol McShane-val, majd a kórus további tagjai is felnőttek lesznek, majd végül együtt táncolnak az énekessel.
A dal több show műsorban is feltűnt, többek között Olaszországban, úgy mint a Mixitalia, Rai Tv, Azurro'87, és  Tutto című showműsorokban.

## Slágerlista
| Slágerlista (1987) | Legjobb helyezések |
| ------------------ | ------------------ |
| Olaszország (FIMI) | 37                 |